# Jordi Guillot i Miravet
Jordi Guillot i Miravet (nascut a Barcelona el 23 d'abril de 1955) és un polític català que resideix a Barcelona. Des de novembre de 2018 és membre del Consell d'Estat d'Espanya.

## Biografia
Jordi Guillot va néixer a Barcelona el 23 d'abril de 1955. És auxiliar tècnic sanitari per l'Escola de l'Hospital Clínic de Barcelona on al juliol de 1974 ingressa a l'organització universitària del PSUC. Va treballar a la UCI de la Clínica Quirón del 1975 al 1977 i a la UCI de l'Hospital de Bellvitge del 1977 al 1986.
Afiliat a CCOO, el 1978 va ser secretari general de la Federació de Sanitat de Catalunya del sindicat Comissions Obreres.
El 1979 és escollit responsable del PSUC a la ciutat de L'Hospitalet de Llobregat. Al 6é Congrés és escollit membre del Comité Central del PSUC.
Des de l'any 1984 és membre de la Secretaria del PSUC i portaveu d'aquest partit. De 1984 a 1988 va dirigir la publicació Treball. Actualment, és membre del Comitè Central i del Comitè Executiu del PSUC. Al congrés extraordinari del PSUC del 17 de març de 2018 va ser escollit membre de la Secretaria General Col·legiada.
Va participar en el procés fundacional d'Iniciativa per Catalunya. És membre de la Comissió Política Nacional de la seva Comissió Permanent i de la Secretaria Política d'ICV, des de la 1a Assemblea Nacional. El 2004 és escollit vicepresident d'ICV. El 20 de gener de 2007 va ser escollit secretari general d'ICV, que va ocupar fins al 2008. Fou escollit vicepresident d'ICV el 23 de novembre de 2008, en la 9a Assemblea Nacional. Ha estat el cap de les delegacions d'ICV en les negociacions del govern del tripartit i del govern d'Entesa.

## Activitat política
Va ser regidor de l'ajuntament de L'Hospitalet de Llobregat al primer mandat dels ajuntaments democràtics. Entre els anys 1988 i 1992 va representar Iniciativa per Catalunya al Consell d'Administració de la Corporació Catalana de Ràdio i Televisió (CCRTV). Els anys 1993 i 1994 va ser membre del Consell d'Administració de la Caixa de Catalunya.
A les Eleccions al Parlament de Catalunya de 1995, va ser elegit diputat. Ha estat el portaveu del Grup parlamentari d'IC-EV i membre de la Diputació Permanent del Parlament durant la V Legislatura, i no va repetir com a diputat.
Escollit senador per la circumscripció de Barcelona en les eleccions generals espanyoles de 2004 per la candidatura de l'Entesa Catalana de Progrés. En aquesta legislatura va presidir la Comissió de la Información i el Coneixement del Senat. Reelegit senador per Barcelona en les Eleccions generals espanyoles de 2008, és portaveu adjunt de l'Entesa Catalana de Progrés i presideix la comissió de Cooperació Internacional per al Desenvolupament. Novament escollit senador a les Eleccions generals espanyoles de 2011. Portaveu adjunt del grup de l'Entesa pel Progrés de Catalunya.
Del 2004 al 2011 va ser membre de l'Assemblea Parlamentària de la OSCE. Membre de l'Associació Parlamentària per la Defensa dels Animals. Membre d'AWEPA.
Al 2011 li fou concedida la Gran Creu de l'Orde del Mèrit Civil.
El 2018 fou nomenat membre del consell d'estat espanyol, juntament amb Soraya Sáenz de Santamaria, Elisa Pérez i María Casas. El 2023 és escollit de nou com a membre del Consell d'Estat d'Espanya.